# Tennwil
Tennwil (toponimo tedesco) è una frazione del comune svizzero di Meisterschwanden, nel Canton Argovia (distretto di Lenzburg).

## Geografia fisica
Tennwil si affaccia sul Lago di Hallwil.

## Storia

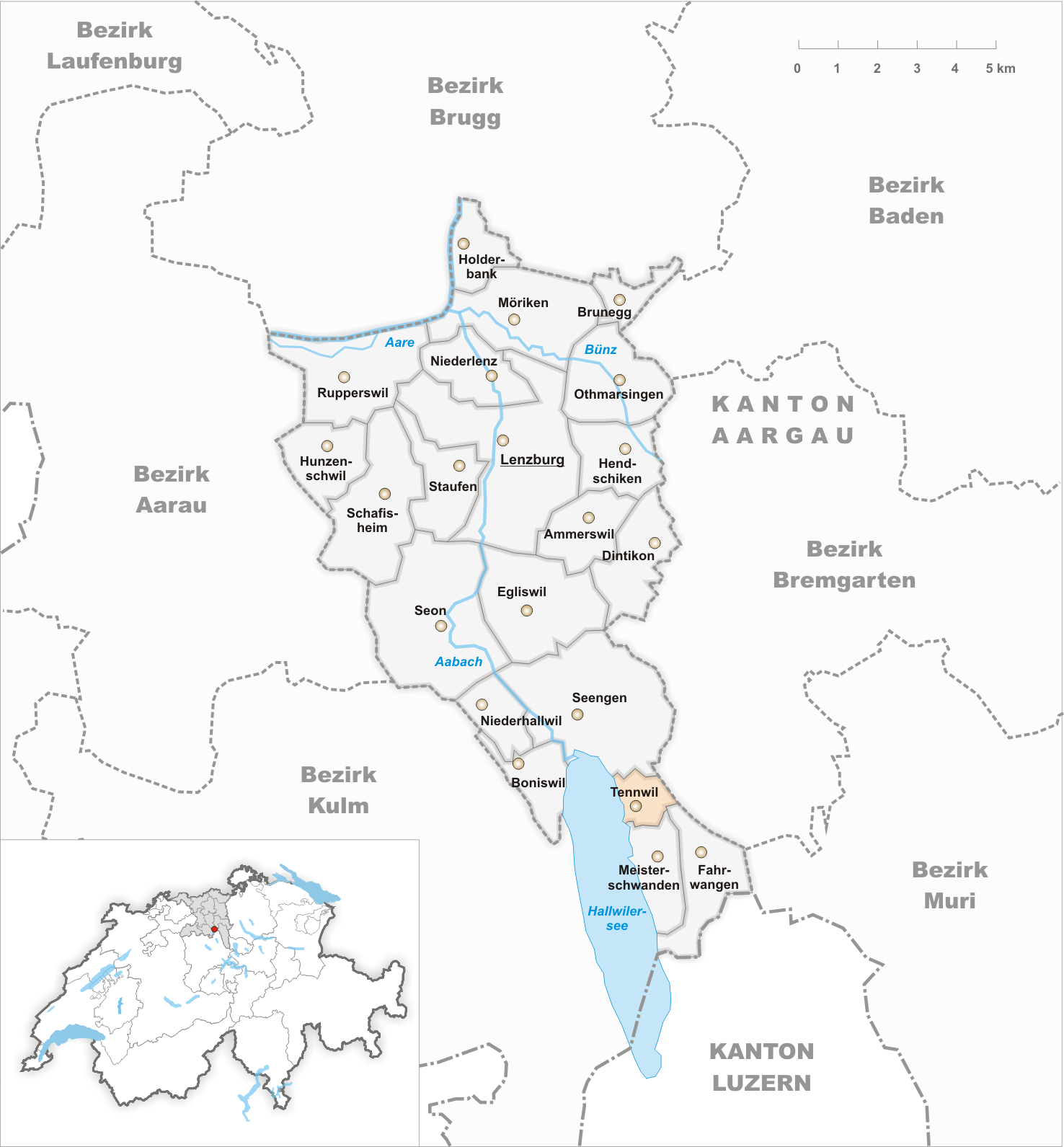
Il territorio del comune di Tennwil prima degli accorpamenti comunali del 1900

Già comune autonomo, nel 1900 è stato accorpato al comune di Meisterschwanden.

## Società

### Evoluzione demografica
L'evoluzione demografica è riportata nella seguente tabella:
Abitanti censiti

## Amministrazione
Ogni famiglia originaria del luogo fa parte del cosiddetto comune patriziale e ha la responsabilità della manutenzione di ogni bene ricadente all'interno dei confini del comune.